# Dimple Minds
Die Dimple Minds (Anspielung auf Simple Minds) sind eine 1986 in Bremen gegründete deutsche Fun-Punk-/Fun-Metal-Band. In den Texten spielt Alkohol eine zentrale Rolle. Die Dimple Minds haben bis jetzt rund 250.000 Tonträger verkauft. Das 1990er Live-Album Volle Kelle live erreichte Platz 69 der deutschen Albumcharts.

## Geschichte
Die fünf Schulfreunde Lars Löding („Ladde“), Thomas Schier („Speedy“), Olaf Paskarbeit („Ole“), Marco Liebig („Mao“) und Martin gründeten die Dimple Minds im April 1986 in Bremen. Das erste Demo nahm die Gruppe im Frühjahr 1987 unter dem Titel Blau auf’m Bau auf. Es verschaffte ihnen einen Plattenvertrag bei No Remorse Records, wo Ende 1987 das Debütalbum Trinker an die Macht erschien. Die Texte zu Liedern wie Trinker an die Macht, Nonnentanz und Hausfrau führten 1988 zur Indizierung des Albums durch die BPjM. Die erste überregionale Tournee fand Ende 1988 mit Tankard statt.
1989 verließ die Band nach einem Rechtsstreit das von der Pleite bedrohte No Remorse Records und wechselte zu Steamhammer/SPV. Ebenfalls in diesem Jahr wurde Michael Hirch neuer Schlagzeuger, mit ihm spielten die Dimple Minds ihr zweites Studioalbum Durstige Männer ein, das gemeinsam mit dem Livealbum Volle Kelle – Live 1990 erschien. Volle Kelle – Live erreichte Platz 69 der deutschen Albumcharts. Nach erneutem Wechsel am Schlagzeug erschien im Jahr 1991 das dritte Album Helden der Arbeit, das der Band den Ruf einbrachte, Arbeitslosigkeit zu propagieren. Des Weiteren wurde die Band zur Zielscheibe von Anfeindungen aus dem rechtsextremen Lager, wegen Morddrohungen fanden 1992 einige Konzerte unter Polizeischutz statt.
Im April 1993 nahm die Band mit Charlie Bauerfeind das nächste Album Die Besten trinken aus auf, das als zweites Album der Bandgeschichte in die deutschen Album Top 100 gelangte. Die bislang letzte Chartplatzierung erreichten die Dimple Minds 1995 mit dem Live-Album Durch und durch Live – Live in Alzheim, am Schlagzeug saß wieder Michael Hirch. Auf dem 1996 erschienenen Album Maximum Debilum setzte sich die Gruppe erstmals kritisch mit dem Alkoholkonsum auseinander. Im Sommer 1997 schließlich erschien mit Drunk on Arrival eine Kompilation mit 15 ins englische übertragenen Trinkliedern der Band. Es folgten zwei weitere Alben: Häppy Hour (1999) und Prollsport (2002). Danach kam es zu keiner Einigung zwischen Band und Plattenlabel und die Dimple Minds verloren ihren Plattenvertrag.
Die folgenden fünf Jahre absolvierte die Gruppe nur vereinzelte Konzerte. Bei der Jägermeister Rock:Liga belegte die Band 2004 den vierten Platz, weiterhin trat sie anlässlich des Gewinns der deutschen Fußballmeisterschaft 2004 durch Werder Bremen sowohl im Weserstadion als auch auf dem Bremer Marktplatz zur Meisterfeier auf. Mit neuem Plattenvertrag beim Weser Label erschien 2007 das Studioalbum Toleranz ist heilbar, Schlagzeuger ist seitdem Stefan Ulrich.
Am 26. September 2014 erschien mit Krank not dead das bislang letzte Album der Gruppe.

## Diskografie
| Jahr | Album                                   | Anmerkungen                                             |
| ---- | --------------------------------------- | ------------------------------------------------------- |
| 1988 | Blau auf’m Bau                          | EP                                                      |
| 1988 | Trinker an die Macht                    |                                                         |
| 1988 | Der Maurer und der König                | Re-release von Trinker an die Macht + Blau auf’m Bau EP |
| 1990 | Volle Kelle live                        | Live Album                                              |
| 1990 | Durstige Männer                         |                                                         |
| 1991 | Helden der Arbeit                       |                                                         |
| 1993 | Die Besten trinken aus                  |                                                         |
| 1995 | Durch und durch durch … live in Alzheim | Live Album                                              |
| 1996 | Maximum Debilum                         |                                                         |
| 1997 | Drunk On Arrival                        | Best of mit englischsprachigen Versionen alter Hits     |
| 1998 | Barfuß oder Lackschuh                   | EP (feat. Uli Borowka)                                  |
| 1998 | Monsterhits                             | Best of                                                 |
| 1999 | Häppy Hour                              |                                                         |
| 2002 | Prollsport                              |                                                         |
| 2007 | Toleranz ist heilbar!                   |                                                         |
| 2014 | Krank not dead                          |                                                         |